# Церковь Святого Петра (Гатчина)
Церковь Святого Петра — евангелическо-лютеранский храм в городе Гатчина, центр прихода Колппана (фин. Kolppana) Евангелическо-лютеранской церкви Ингрии.

## История
Лютеранская община Колппана была основана в 1640 году и во времена шведского правления принадлежала к приходу Скворица.
После возвращения Ингерманландии в состав России община стала относиться к приходу Коприна, но затем, с 1753 года вновь была причислена к приходу Скворица.
В 1785 году при лютеранской общине деревни Малые Колпаны открылась первая в Санкт-Петербургской губернии финская школа. Она была основана великим князем Павлом Петровичем, впоследствии императором Павлом I, для детей крестьян и дворцовой обслуги, и на протяжении нескольких десятилетий являлась единственной в губернии.
Известно, что церковь была спланирована при Петре III, а построена уже при Павле I.
12 июля 1789 года, в присутствии великого князя Павла Петровича и великой княгини Марии Фёдоровны, в Малых Колпанах была заложена каменная лютеранская церковь. Автор первоначального проекта остался неизвестен. Для фундамента и цоколя здания использовался известняк из разработок у деревни Черницы, стены планировалось возводить из кирпича.
Местоположение здания было выбрано так, чтобы шпиль кирхи был виден из окон центрального корпуса Большого Гатчинского дворца.
Однако вскоре работы были приостановлены и возобновились лишь в 1799 году, когда были подтверждены заново исполненные главным архитектором Гатчины Андреяном Захаровым чертежи на достройку здания. Под руководством нового архитектора незаконченное здание кирхи было существенно перестроено — увеличена толщина стен, завершена внутренняя отделка. Расходы по возведению храма Павел I полностью взял на себя.
В 1800 году строительство было закончено. Храм из бутового камня на 680 мест сочетал в себе черты готики и классицизма и имел 22-х метровую колокольню, увенчанную шпилем с фигурой петуха на шаре, выполненную по эскизу Андреяна Захарова из толстой позолоченой латуни, высотой 1,5 м.
В 1801 году по проекту Андреяна Захарова столярных дел мастером М. Крейтоном в кирхе был устроен иконостас и кафедра с балдахином. В этом же году высокий шпиль здания был покрыт белым листовым железом.
Орган для кирхи изготовил известный петербургский мастер Карл Вирт.
2 февраля 1802 года кирха была освящена в честь апостола Петра, небесного покровителя Петра III.
Своё народное название — «церковь петуха» (фин. kukkokirkko), храм получил из-за фигурки петуха на шпиле, символизирующей отречение и раскаяние апостола Петра. «Петух не успеет пропеть, как ты трижды отречёшься от меня». И когда петух пропел, Пётр осознал свой грех и раскаялся.
Церковь состояла из трёх составляющих — трёхъярусной башни, молитвенного зала и алтаря. Вход был оформлен в виде портала — пилястрами, несущими профилированный ярус башни. Второй ярус был прорезан круглым окном, предназначенным для витража, на боковых стенах круглые окна только обозначены рельефным обрамлением. На третьем ярусе башни её четыре грани были прорезаны высокими стрельчатыми окнами с выступающими наличниками. Завершали башню профилированный карниз и четырёхскатная кровля. Над входом в церковь — небольшое украшение из черницкого известняка. Здание было перекрыто высокой двускатной прямоугольной в плане кровлей. Углы колокольни обработаны рустами, а стены — рустованными лопатками.
Сохранилось описание интерьера церкви того времени, сделанное в рукописной книге А. Ермилова «Описание Гатчины».

… над притвором высокая четырёхугольная колокольня с окнами для помещения двух колоколов, над колокольней высится шпиц, венчающийся медным шаром, над ним укреплён медный петух. Из притвора два хода: один боковой ведёт на колокольню, другой через двухстворчатые двери — прямо в церковь. Церковь освещается в один свет шестью окнами конусообразными вверху. Пол деревянный, стены выкрашены в светлоголубую краску. Справа от входа узкая каменная лестница ведёт на небольшие хоры, где помещается прекрасный орган. Хоры поддерживают 4 небольшие круглые колонки. Далее по сторонам центрального широкого нефа (широкого хода к месту богослужения) по два толстых крестообразных столба, поддерживающих деревянный ровный потолок, на котором укреплены три небольшие стеклянные паникадила, по сторонам колонн — скамейки. Алтарная часть отделяется конусообразной аркой. Справа находится красивая кафедра с венцом наверху. В центре располагался иконостас с распятым Спасителем, под ним — «Тайная вечеря». Алтарная часть была обнесена балюстрадой с широкими перилами.

Первоначально пасторат отсутствовал, службы приезжали проводить пасторы приходов Спанккова и Скворица.
19 июля 1859 года при церкви было освящено расширенное кладбище.
Летом 1860 года кирха была отремонтирована. Работами руководил академик, главный архитектор Гатчинского дворцового управления Адриан Кокорев.
С середины XIX века приход Колппана являлся капельным прихода Спанккова. Приход входил в Западно-Ингерманландское пробство.
В 1862 году число прихожан составляло 1485 человек. Приход охватывал тогда 54 деревни с преимущественно финским населением. Кандидатура пастора прихода Колппана утверждалась министром внутренних дел.
В 1863 году рядом с кирхой была основана Колпанская учительско-кистерская семинария. До 1918 года она готовила учителей, канторов и органистов.
29 июня 1870 года на колокольню был поднят новый колокол весом в 24 пуда.
В 1879 году в приходе открылась финская публичная библиотека.
В 1889 году открылась воскресная школа, содержавшаяся на средства прихожан. Обучение чтению, письму и лютеранскому катехизису в ней вёл пастор Юхо Сааринен. В кирхе был произведён ремонт.
В 1900 году был построен новый пасторский дом взамен развалившегося.
В 1909 году в приходе Колппана состоялось первое собрание учителей воскресных школ. На нём присутствовало в общей сложности 326 человек учителей и священнослужителей.
В 1917 году в приходе числилось 2544 человека. Среди прихожан, кроме финнов-ингерманландцев, были также эстонцы.
В начале 1920-х годов капельный приход Колппана вновь стал самостоятельным.
В 1929 году крышу колокольни обрушили трактором, потому что новые власти сочли её мешающей учебным полетам.
В 1937 году последний пастор прихода Колппана Иисакки Вирронен был расстрелян.
В декабре 1938 года кирха была закрыта, в её здании разместилось зернохранилище колхоза «Малые Колпаны».
В конце августа — начале сентября 1941 года в кирхе находился наблюдательный пункт артиллерии Красной армии.
Службы возобновлялись в период немецкой оккупации с 1942 год по 1943 год.
В годы Великой Отечественной войны здание кирхи пострадало от артобстрелов.
В 1949 году его передали артели «Промстроймат», в 1968 году преобразованной в Гатчинский металлообрабатывающий завод, а позднее — в завод металлоизделий «Авангард».
Утраченный шпиль колокольни при ремонте здания заменили четырёхскатной крышей.

### Современность
В 1990 году часть здания храма была передана Церкви Ингрии.
25 декабря 1991 года было проведено первое богослужение. 24 марта 1992 года был зарегистрирован возрождённый приход.
Располагается на территории завода «Авангард» в Киевском районе Гатчины, на территории ранее принадлежащей деревне Малые Колпаны. Входит в Западно-Ингерманландское пробство Церкви Ингрии.
Кроме того, приходу принадлежат диаконический центр «Источник» и часовня в деревне Тихковицы, дом 58 A.

## Прихожане
В 1930-е годы приход Колппана (фин. Kolppana) включал в себя 18 деревень:

Большие Колпаны, Большие Парицы, Вайялово, Вакколово, Большая Загвоздка, Вопша, Кивиярви, Курема, Котельниково, Лядино, Малая Гатчина, Малая Загвоздка, Малые Колпаны, Малые Парицы, Новые Черницы, Рябизи, Старые Черницы, Химози.

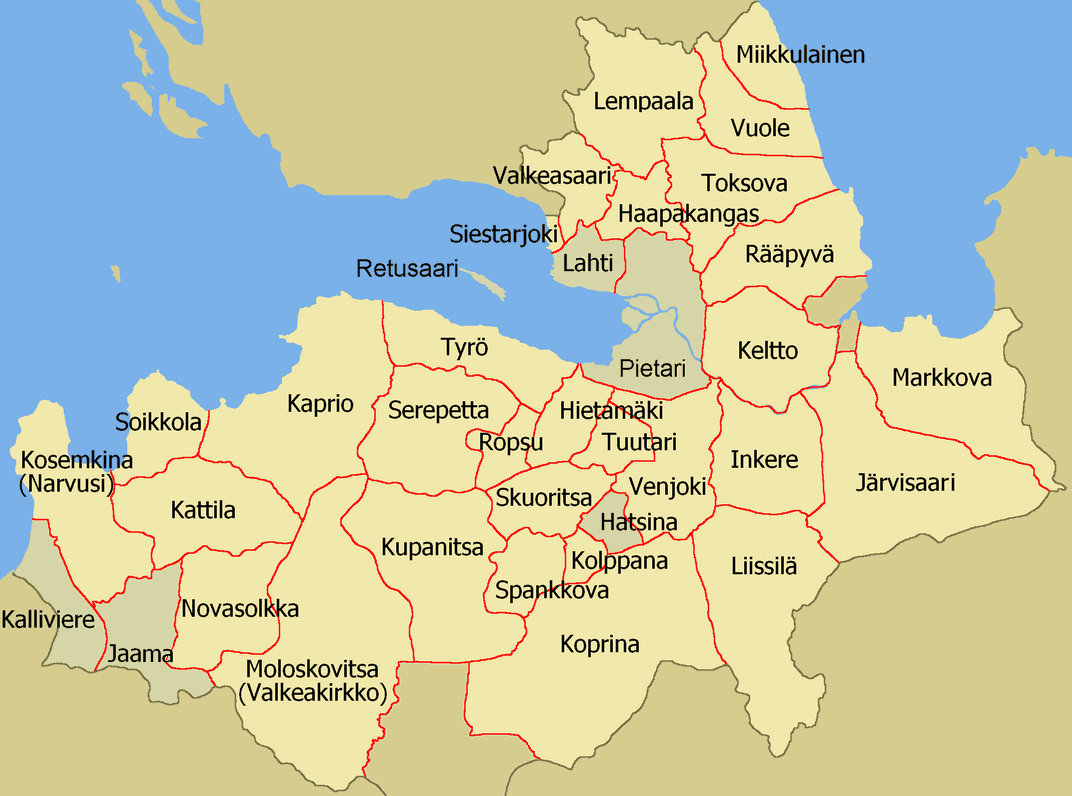
Карта приходов Церкви Ингрии (1930-е годы)

Изменение численности населения прихода Колппана с 1848 по 1919 год:
С приходом Колппана, большую часть своей жизни связал известный ингерманландский композитор, музыкант и просветитель Моозес Путро.

## Духовенство
| Настоятели прихода | Настоятели прихода                          |
| Даты               | Пастор                                      |
| ------------------ | ------------------------------------------- |
| 1657               | Эрикус Лаурентий Коллингиус                 |
| 1661—1670          | Андреас Хенрик Шварц                        |
| 1671—1685          | Йохан Кексхолменис                          |
| 1683—1697          | Симон Агандер                               |
| 1720               | Ларс Ротовиус (настоятель)                  |
| 1726—1746†         | Ларс Ротовиус (настоятель)                  |
| 1748—1774          | Эрик Рикнек                                 |
| 1753               | Ларс Ротовиус (мл.) (адъюнкт)               |
| 1765               | Микаэль Салмстейн (адъюнкт)                 |
| 1769—1799†         | Томас Хенрик Эльгеен (адъюнкт, пастор)      |
| 1776               | Эсайас Коландер (адъюнкт)                   |
| 1783—1785          | Даниэль Бергрот (адъюнкт)                   |
| 1785—1797          | Хенрик Лагедаль (адъюнкт)                   |
| 1797—1829†         | Петер Вильгельм Эльгеен (адъюнкт, пастор) , |
| 1797—1800          | Адольф Фредрик Эльгеен (адъюнкт)            |
| 1802—1806          | Адольф Фредрик Эльгеен (адъюнкт)            |
| 1807—1810          | Элиас Хуппнер (адъюнкт)                     |
| 1810—1812          | Якоб Рейнхольд Гранбаум (адъюнкт)           |
| 1812               | Захариас Пеландер (адъюнкт)                 |
| 1813—1817          | Абрахам Ульрик Прокопаеус (адъюнкт)         |
| 1817               | Йохан Эмануэль Пасселберг (адъюнкт)         |
| 1824—1828          | Йохан Мерселиус (адъюнкт)                   |
| 1829—1857          | Адольф Фредрик Эльгеен (пастор)             |
| 1832—1835          | Нильс Вилхелм Оберг (адъюнкт)               |
| 1837               | Андерс Йохан Мальмстедт (адъюнкт)           |
| 1851—1853          | Карл Фредрик Стегман (адъюнкт)              |
| 1853               | Вилхелм Виктор Перониус (и. о. пастора)     |
| 1853—1857          | Пер Аугуст Ашан (адъюнкт)                   |
| 1858—1876†         | Пауль Теодор Швиндт (настоятель)            |
| 1877—1894          | Юхо Сааринен (настоятель)                   |
| 1889—1919†         | Карл Йоэль Хедли Бромс (адъюнкт, пастор)    |
| 1897—1898          | Фредрик Хейсканен (адъюнкт)                 |
| 1904               | Яакко Раски (адъюнкт)                       |
| 1904               | Фредрик Хейсканен (адъюнкт)                 |
| 1906—1910          | Яакко Раски (адъюнкт)                       |
| 1919               | Фритьёф Георг Слёёр (и. о. пастора)         |
| 1919—1921          | Пекка Бистер                                |
| 1921—1922          | епископ Оскар Карл Йохан Пальса             |
| 1923               | Иосиф Мюхкюря                               |
| 1924—1931          | Алексантери Сойтту (выслан)                 |
| 1926—1927          | Антти Карху                                 |
| 1931—1932          | Юхана Варонен                               |
| 1933—1937          | Иисакки Вирронен (расстрелян)               |
| 1935—1936          | Юхана Варонен                               |

## Фото

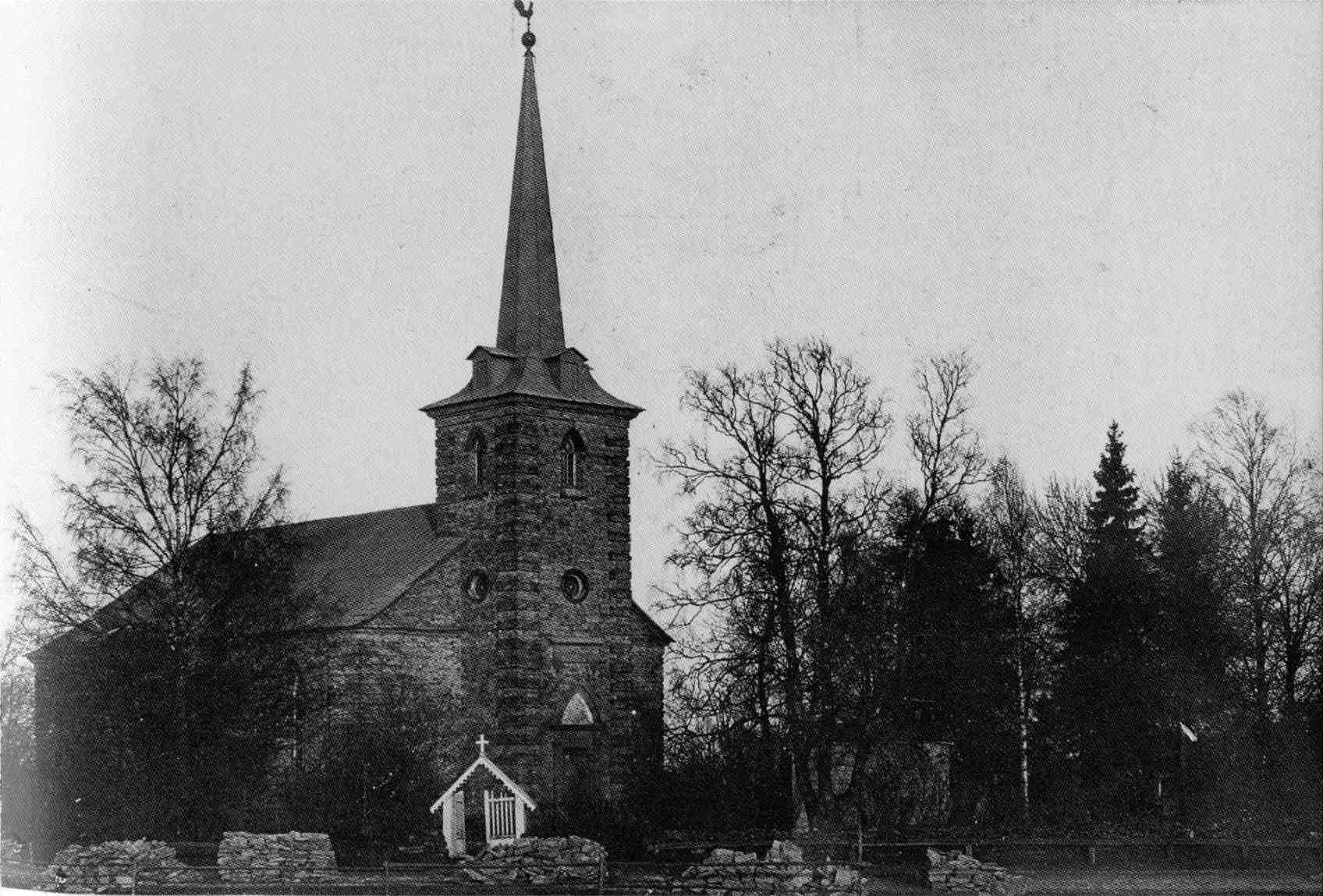
Кирха в деревне Малые Колпаны. 1911 год
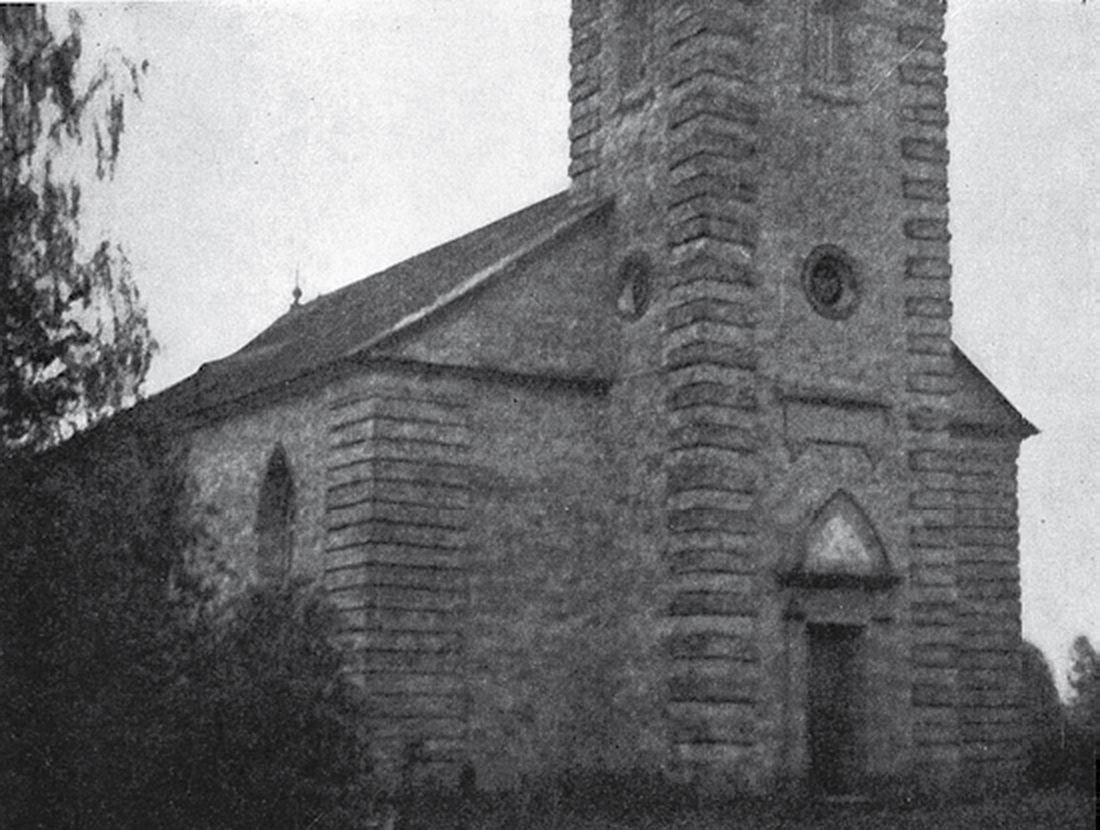
Кирха в 1910-е годы
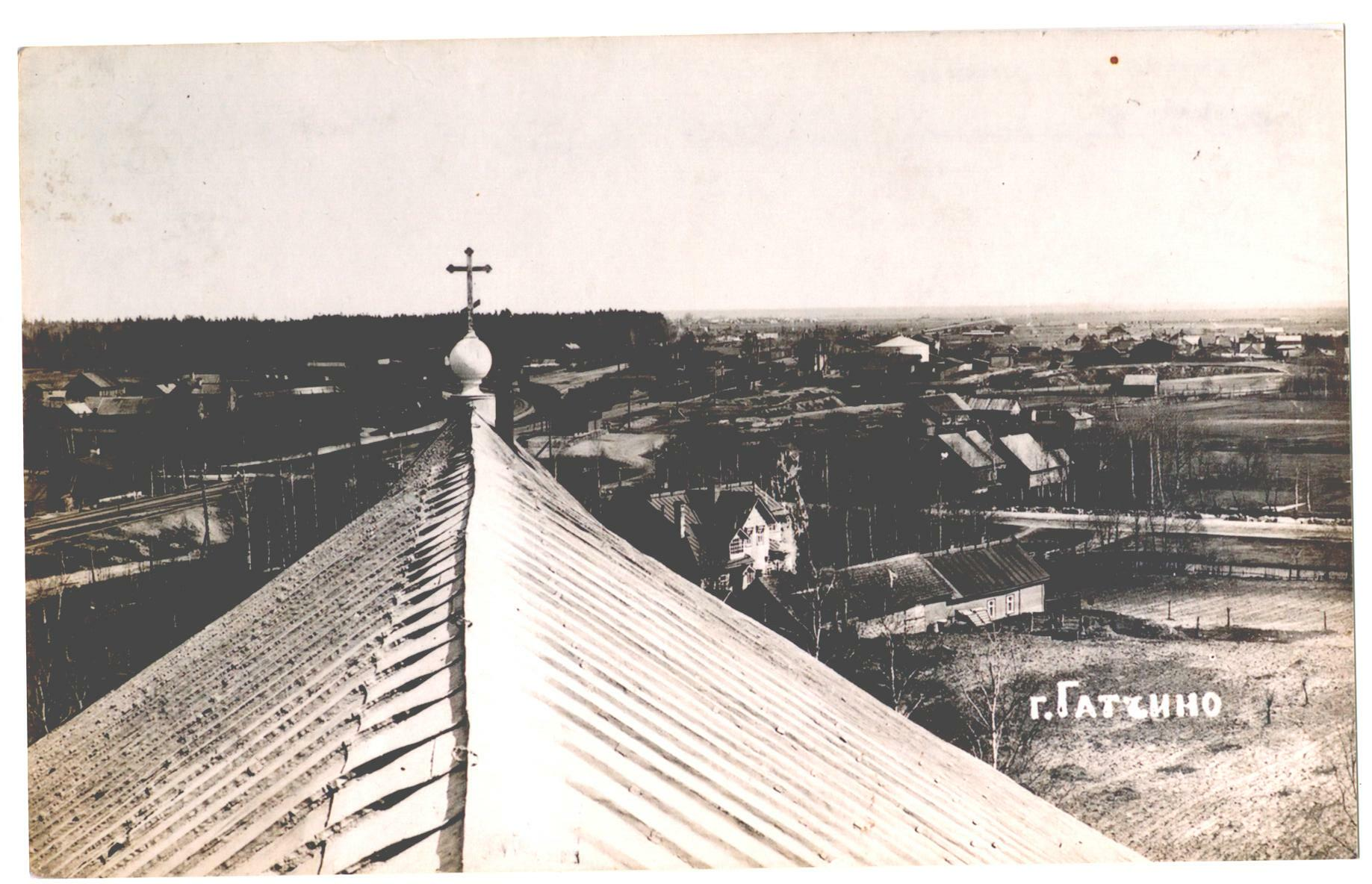
Вид с крыши. 1900-е годы
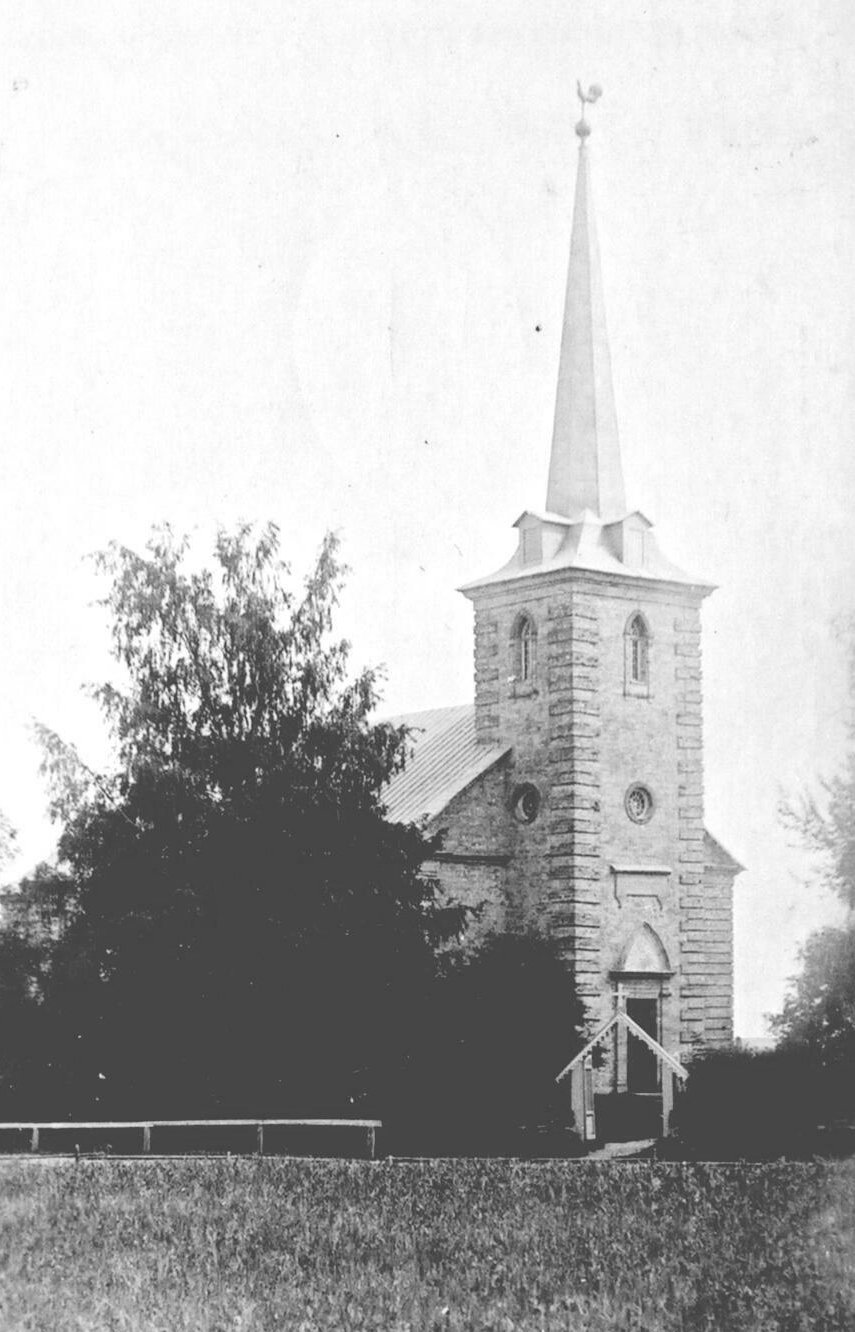
Открытка 1900-х годов
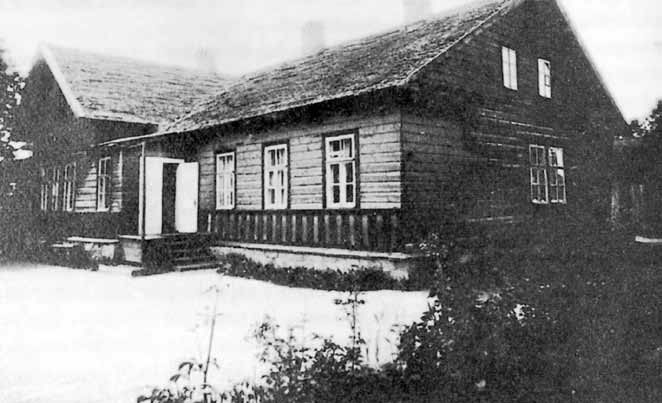
Колпанская семинария. 1910-е годы
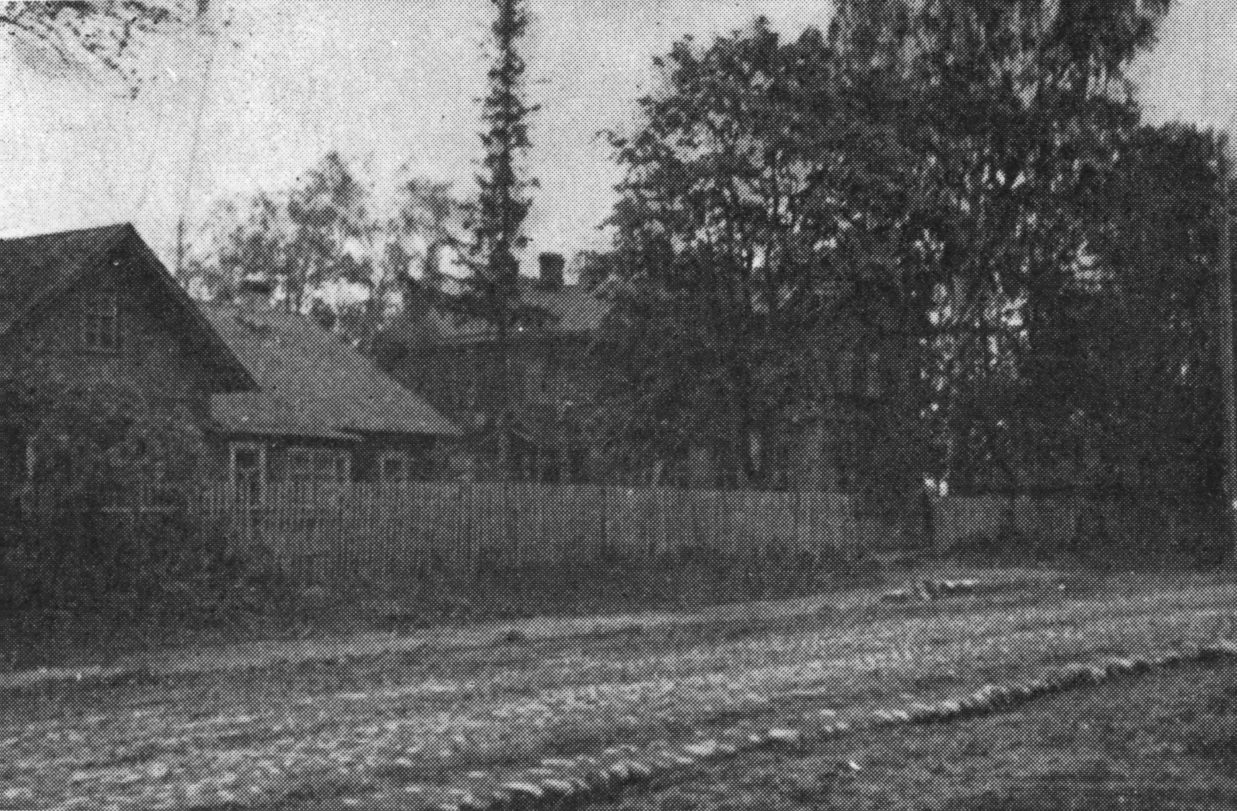
Колпанская семинария. 1910-е годы
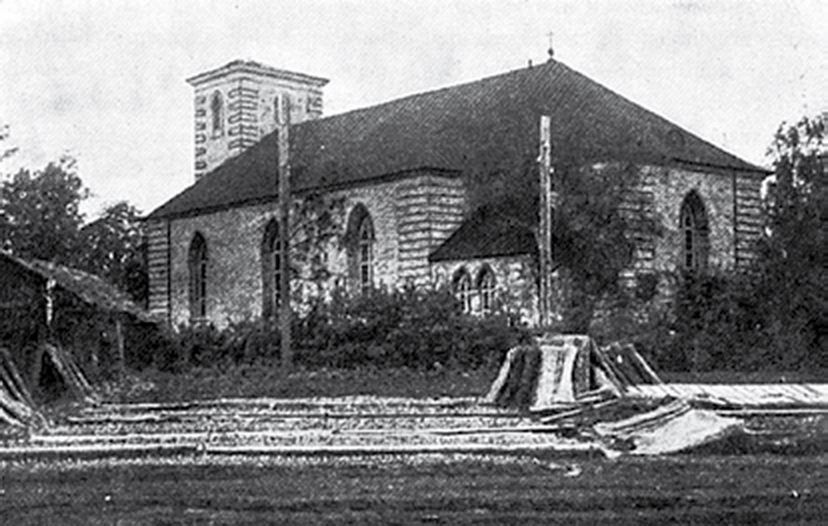
Кирха без шпиля. 1935 год
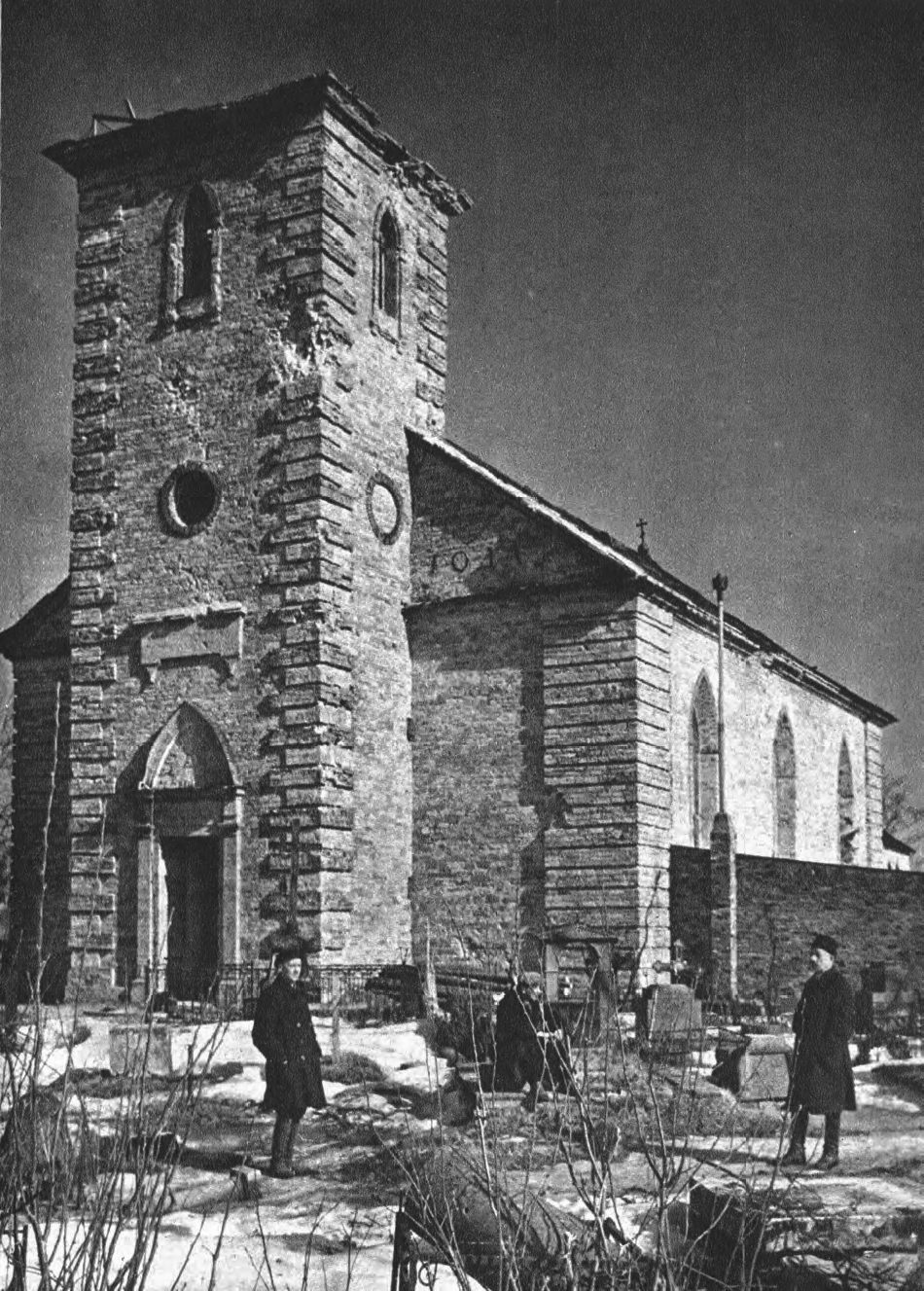
Кирха в 1943 году
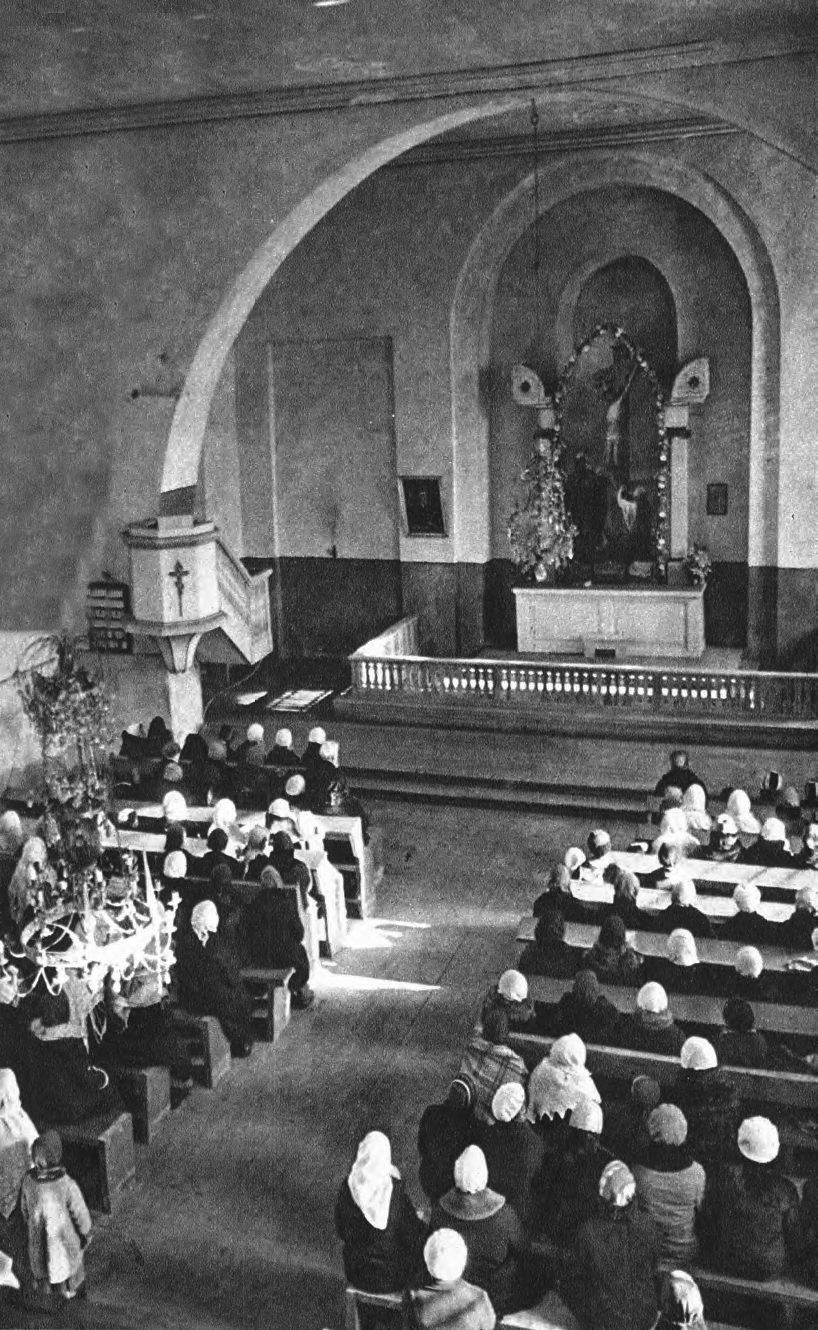
Служба. 1943 год
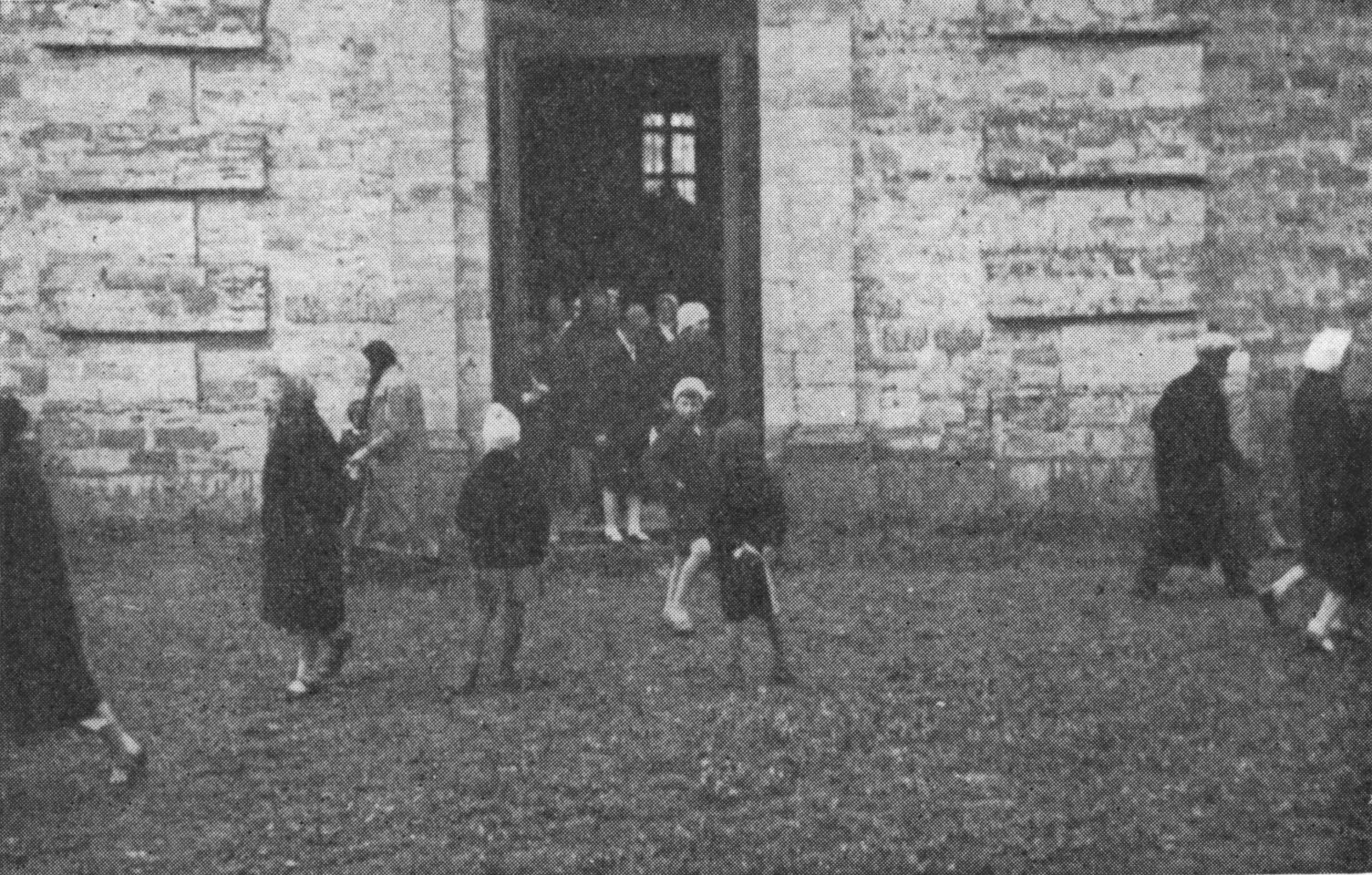
У входа в кирху. 1943 год